# Buhl (Alto Reno)
Buhl è un comune francese di 3 354 abitanti situato nel dipartimento dell'Alto Reno nella regione del Grand Est.

## Società

### Evoluzione demografica
Abitanti censiti